# Чистый лес
Чи́стый лес — биологический заказник и биостанция, находящиеся в Торопецком районе Тверской области России. Образованы в 1985 году с целью проведения научных исследований и осуществления эколого-просветительной деятельности.

## География
Расположены на западе области, в северо-восточной части района, в пределах Пожинского сельского поселения. Биологический заказник Чистый лес занимает территорию 35 км². Он был образован намного позже станции, в 1999 году, с целью сохранения уникальных природных и культурно-исторических объектов в районе расположения биологической станции.
Сама биологическая станция расположена в 40 километрах к северу от Торопца, в деревнях Бубоницы и Косилово.

## История
Биостанция Чистый лес была основана в 1985 году благодаря инициативе заслуженного эколога Валентина Пажетнова и его жены.
В 1993 году (по другим данным — в 1990) в окрестностях биостанции был образован памятник природы Бубоницкий бор, занимающий площадь 363 га.
Бубоницкий бор был объявлен памятником природы с целью сохранения и изучения типичных природных биоценозов западной части Валдайской возвышенности. На его территории распространены все типы лесных формаций, встречающиеся на Валдае, все ягоды, многие виды растений и животных, занесённых в Красную книгу Тверской области. Отдельные деревья имеют возраст 120—160 лет.
Также в 1993 году на базе опорного пункта начала работу полевая Лаборатория физиологии поведения животных деятельности Московского Государственного Университета.
В 1999 году территория 35 км² была объявлена заказником.

## Центр реабилитации медвежат-сирот
Биостанция чистый лес отличается от других тем, что здесь проводятся работы по доращиванию осиротевших в результате охоты медвежат с целью выпуска в природу. Это проводится с 1990 года.
В основе этой методики лежит исследование поведения у бурых медведей, проведённое на территории Центрально-лесного заповедника в 1974 — 1984 годах, которым руководил профессор Л. В. Крушинский. Первичную финансовую поддержку этой работе оказали фонды МакАртуров и Российский фонд фундаментальных исследований. С 1996 года вся работа по доращиванию медвежат-сирот осуществляется при финансовой продержке Международного Фонда Защиты Животных (IFAW). За период с 1990 по 2011 год на волю выпущены 186 медвежат. Из них — 14 медвежат, родившихся в зоопарках Казани, Белгорода и Нижнего Новгорода.

## См.также
- Центрально-Лесной заповедник